# Операція «Ауфмарш 25»
Операція «Ауфмарш 25» («Операція 25», «Проєкт 25», «Директива 25») (нім. Aufmarsch 25) — операція німецьких військ із вторгнення у Югославію в квітні 1941 року.
В Югославії події квітня 1941 року отримали назву Квітнева війна (серб. Aprilski rat, хорв. Travanjski rat, словен. Aprilska vojna)

## Передумови
Спочатку Адольф Гітлер не мав планів нападу на Югославію — він хотів примусити її до військового союзу, щоб потім використовувати територію країни для наступу до Греції. Югославська влада чітко розуміла, що не має сил для протистояння німцям у разі вторгнення, Велика Британія не зможе прийти на допомогу, а Франція вже була окупована.
1 листопада 1940 військовий міністр М. Недич представив уряду меморандум про стан збройних сил королівства, у якому стверджував про неможливість воювати з Німеччиною і необхідність скоріше укласти з нею взаємовигідний договір. 28 листопада Німеччина запропонувала Югославії укласти пакт про ненапад, а потім 22 грудня запропонувала Югославії також приєднатися і до Троїстого пакту. 
25 березня 1941 югославський прем'єр-міністр Цветкович підписав віденський протокол про приєднання його країни до Троїстого пакту.
З раннього ранку 26 березня на вулицях Белграда, Любляни, Крагуєваца, Чачака, Лесковаца проходили багатотисячні мітинги протесту проти підписання договору з Німеччиною. У чотирьохсоттисячному Белграді на демонстрацію протесту вийшло не менше 80 тисяч чоловік. У Белграді протестувальники атакували німецьке інформаційне бюро: розбили всі шибки, розгромили і підпалили приміщення, а також кілька нацистських прапорів.
У ніч на 27 березня 1941 група офіцерів ВПС на чолі з командувачем ВПС генералом Сімовичем здійснили державний переворот, поваливши князя-регента Павла. Сам Павло виїхав зі столиці поїздом ввечері попереднього дня у свій маєток Брдо в Словенії. Члени кабінету Д. Цветковича були підняті з ліжок і заарештовані. На престол був зведений 17-річний король Петро II, оголошений з цієї нагоди повнолітнім, а потім було утворено новий уряд ген. Д. Сімовича.
Гітлер розцінив подібний факт як зрадництво з боку Югославії і вирішив помститися їй, ліквідувавши цю країну як державу — директива ОКВ № 25 про це була підписана вже ввечері 27 березня 1941.  
3 квітня 1941 покінчив самогубством прем'єр-міністр Угорщини Пал Телекі, бо за чотири місяці до цього Угорщина уклала з Югославією договір про дружбу, і Телекі вважав, що Угорщина не має права так нахабно зневажати його. Але керівництво Угорщини на чолі з адміралом Горті дотримувалося іншої думки і країна візьме участь у вторгненні в Югославію.
5 квітня 1941 Югославія в надії на військову допомогу укладає з СРСР Договір про дружбу і ненапад з СРСР, однак Радянський Союз так і не прийде на допомогу Югославії. Сталінське керівництво навіть не виступило із засудженням агресії Рейху відносно майже союзної для СРСР держави. Нацисти побувають на Першотравневому параді в Москві.

## Сили сторін

### Югославія
До 27 березня 1941 року регулярна армія Королівства Югославія налічувала близько 600 тис. солдатів і офіцерів. ВПС Югославії мало 450 бойових літаків вітчизняного виробництва (ІЧ-3), а також німецького, італійського, французького та британського. Повітряний флот включав 22 винищувальні та 15 розвідувальні ескадрильї. ВМС Югославії включали один списаний німецький крейсер, 3 сучасні есмінці французького виробництва, 2 підводні човни. 
Оборонний план R-41, вироблений югославським генштабом у лютому того ж року, передбачав мобілізацію загалом 1 млн 700 тис. осіб, з яких планувалося сформувати 31 дивізію (28 піхотних та 3 кавалерійських) та значну кількість окремих бригад, полків та батальйонів. Мобілізацію передбачалося провести за 12 днів із моменту її початку. Ідея плану полягала у стримуючій обороні на всіх фронтах та організації наступу до Албанії з метою розбити італійців у взаємодії з греками. Фактично, це було повторення варіанта Салонікського фронту під час Першої світової війни.
Споруда укріпрайонів на кордонах Югославії почалося ще наприкінці 1930-х років, але будувалися вони виходячи з того становища, що головним ймовірним противником країни є Італія. А на кордонах із Болгарією та Румунією жодних укріплень взагалі не було. Пронімецька політика уряду Цветковича та активна діяльність німецької розвідки в Югославії привели в результаті до того, що ряд вищих постів в армії та державі напередодні війни займали агенти абвера. Усі «секретні» і «надзвичайно секретні» документи югославського генштабу, включаючи мобілізаційний план, вже за кілька годин після появи на світ лягали на стіл німецькому резиденту в Белграді.

### Країни Осі
Німецьке військове командування сформувало для участі у війні проти Югославії два угруповання загальною чисельністю 700 тисяч осіб. Плану війни проти Югославії у генерального штабу вермахту не існувало. Весною 1941 року німецькі війська готувалися до операції «Маріта» — вторгнення до Греції з Болгарії. Присутність німецьких військ у Болгарії дозволяло перенацілити частину з цього угруповання на Югославію. Інше угруповання розгорталося в Австрії, на югославо-німецькому кордоні.
Італія виділила для участі у війні проти Югославії 2-гу армію. 
Від Угорщини в агресії взяло участь 10 бригад (частина 3-ї армії). 
Румунія не брала прямої участі у бойових діях, проте на її території базувалися частини Люфтваффе, які брали участь у війні проти Югославії та агітаційно-пропагандистський центр у Бухаресті. 
Болгарія не брала участі у війні, проте її територія використовувалася для оперативного розгортання німецьких військ та розміщення агітаційно-пропагандистського центру у Софії. Крім того, болгарські війська, зосереджені біля кордону з Туреччиною, забезпечували тилове прикриття німецьких військ.

## Хід операції

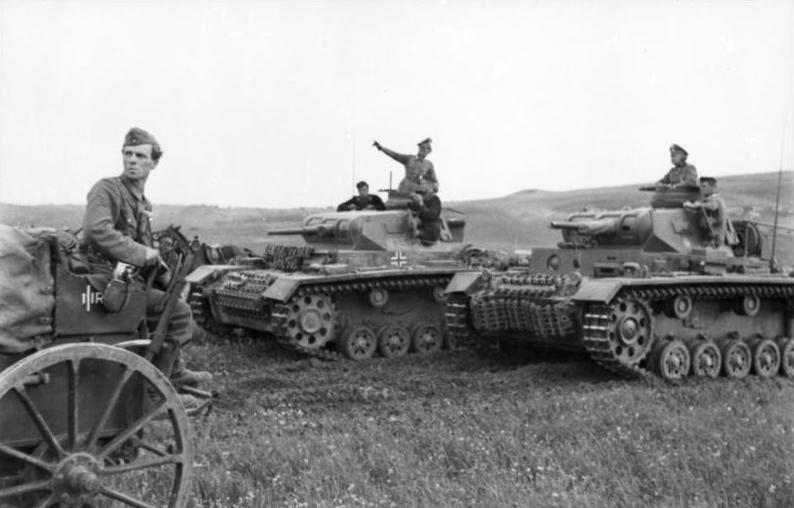
Танки Panzer III. Балкани

Війна Німеччини проти Югославії (німецька кодова назва операції «Unternehmen Strafgericht» — «Операція Покарання») почалася 6 квітня 1941 з нальоту 150 бомбардувальників за потужного прикриття винищувачів. Основною метою був центр Белграда, де знаходилися найважливіші державні установи. Югославська авіація намагалася дати відсіч, збивши два німецькі літаки, і втративши 20 своїх машин в повітрі і 44 на аеродромах.
З початком бойових дій німцями італійський флот розпочав морську блокаду узбережжя Югославії, а 49 італійських літаків розбомбили югославський аеродром Мостар.
Югославська армія на початок військових дій не встигла підготуватися і висунутися на вихідні позиції. Генеральний штаб з першої години війни втратив управління військами. Загальну мобілізацію було оголошено лише на другий день війни.
8 квітня дві танкові дивізії 1-ї танкової групи фон Клейста вторглися до Югославії з Болгарії в напрямку на місто Ніш (100 кілометрів від кордону по дорогах). Ніш був узятий німцями 9 квітня. 11-та танкова дивізія пішла на Белград, а 5-та танкова дивізія була перенацілена в напрямку Греції.
10 квітня, з підходом до Загребу авангардів Вермахту озброєні усташі захопили казарми югославської армії, а лідери хорватських націоналістів С. Кватерник і В. Мачек по міській радіостанції оголосили про створення незалежної держави Хорватія.
В Албанії, діючи за планом R-41, югославські частини перейшли у наступ проти італійських військ. Водночас значну частину розтягнутих уздовж кордонів югославських дивізій було деморалізовано. Хорвати, словенці та македонці дезертували масами.
12 квітня німецька 11-та танкова дивізія була за 60 км від Белграда, практично не зустрівши опору з боку двох армій югославської армії, які перебували в тому регіоні.
Тим часом і 41-й моторизований корпус вже 11 квітня впритул підійшов до Белграда, не зустрівши практично ніякого опору югославів.
46-й моторизований корпус німецької 2-ї армії перетнув кордон з Югославією 10 квітня, теж практично не зустрівши опору. Основні його сили були направлені на Сараєво.
12 квітня 3-я угорська армія перейшла югославський кордон і просунулася в південну частину Бараньї, розташовану між річками Дунай і Драва, і до 14 квітня повністю захопила регіон Бачка.
Увечері 12 квітня 1941 гауптштурмфюрер СС Фріц Клінгенберг на чолі розвідувального дозору із семи осіб (з 2-ї моторизованої дивізії військ СС) зайняв столицю королівства Югославії і офіційно (у присутності німецької дипломатичної особи) прийняв ключі від міста у мера Белграда.
14 квітня 1941 командувачі югославських армій звернулися до німців з пропозицією про перемир'я, але ті відповіли, що мова може йти тільки про повну капітуляцію. В той же день юний король Петро II з двором, а наступного дня і уряд на чолі з Душаном Симовичем бігли літаками до Греції і потім до Єгипту.
Опівдні 18 квітня 1941 року в Белграді міністр закордонних справ Югославії Цінцар-Маркович і генерал Янкович підписали від імені Югославії капітуляцію. Війна Німеччини проти Югославії, що тривала 12 днів, завершилася.

## Підсумки операції
Це була рекордно швидка і рекордно малокровна операція. Німці за всю Югославську кампанію втратили 151 загиблими, 15 зниклими безвісти, 392 пораненими (включаючи небойові втрати).
У полон було взято 344 000 югославських військовослужбовців. Трохи згодом з полону були відпущені всі югославські солдати та офіцери угорської, німецької, болгарської та румунської національності. Солдати і офіцери хорватського, македонського та словенського походження під кампанії також масами дезертирували або переходили до ворога, військовослужбовці-серби теж розходилися по домівках або самоорганізовувалися в іррегулярні загони як для продовження боротьби з загарбниками, так і для простого розбою.
У травні 1941 2-га армія і 1-ша танкова група були виведені з Югославії, і з 22 червня 1941 вони взяли участь у війні Німеччини проти СРСР. Наказ про передислокацію трьох штабів корпусів і семи дивізій з Югославії до Німеччини і Румунії був відданий ще 14 квітня. 21 і 23 квітня аналогічний наказ отримали 16-та моторизована і три танкові дивізії. Для окупації Югославії були виділені частини 12-ї армії, поряд з початковим для цієї армії завданням окупації Греції.

## Наслідки

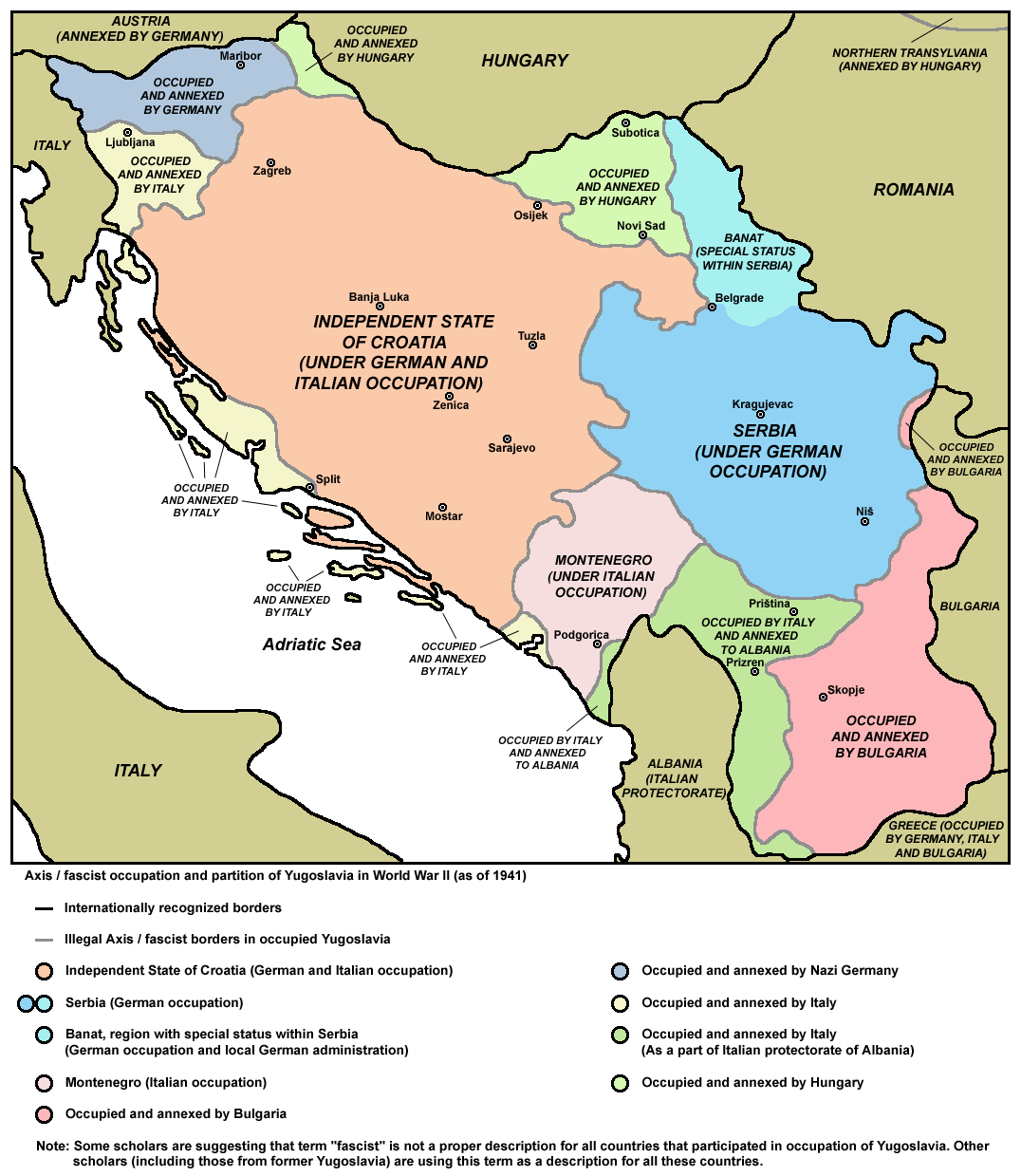
Розділ ліквідованої Югославії між державами-окупантами

Югославія припинила існування. 21 і 22 квітня розділ Югославії був завершений на зустрічі міністрів закордонних справ Німеччини та Італії у Відні.
Територія була розділена на такі частини: північна частина Словенії була включена до складу Німеччини, південна частина Словенії та Далмація — до складу Італії, Воєводина (Бачка), Меджимур'є і північно-західна частина Словенії — до Угорщини, більша частина Македонії та східні райони Сербії — до складу Болгарії, а Косово і Метохія, західні райони Македонії і східні райони Чорногорії — до складу Албанії.
Були утворені Незалежна держава Хорватія (включаючи Боснію і Герцеговину), королівство Чорногорія (трон залишився не зайнятим) і республіка Сербія. При цьому Чорногорія була окупована італійськими військами, а Сербія — німецькими, але там були створені місцеві уряди та адміністративно-державні структури, а також збройні сили.
Незабаром на території Королівства Югославії спалахнули два рухи опору: четники під керівництвом полковника Драголюба (Драже) Михайловича та червоні партизани під керівництвом Йосипа Броз Тіто та комуністів. До осені 1941 року два табори співпрацюватимуть, але потім розійдуться з ідеологічних причин. Четники хотіли відновити монархію, а комуністи, беручи участь у війні, бачили шанс для майбутньої соціалістичної революції.